# Steyr (miasto)

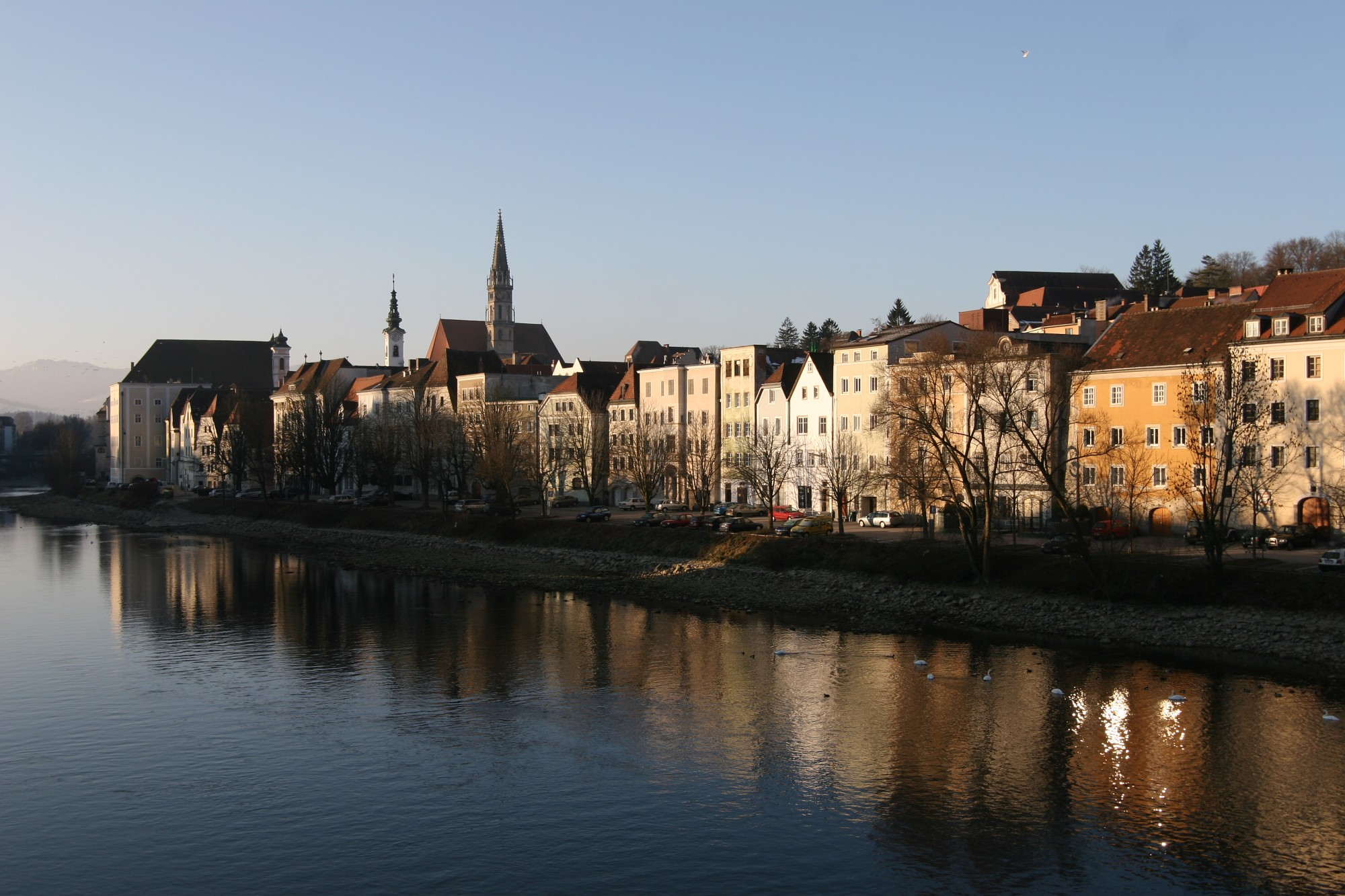
Steyr

Steyr – miasto statutarne w północnej Austrii, w kraju związkowym Górna Austria, siedziba powiatu Steyr-Land do którego jednak nie należy. Leży u ujścia rzeki Steyr do Anizy (dorzecze Dunaju). Liczy 37,9 tys. mieszkańców. 
Miasto Steyr było pierwszym w Europie miastem posiadającym elektryczne oświetlenie uliczne. Latarnie z lampami łukowymi zostały wyprodukowane na miejscu, w dziale produkcji cywilnej zakładów Josefa Werndla.
Urodziła się tutaj Barbara Haas, austriacka tenisistka.
W mieście rozwinął się przemysł zbrojeniowy, środków transportu, maszynowy, metalowy, spożywczy oraz drzewny.

## Miasta partnerskie
- Betlejem, Autonomia Palestyńska
- Eisenerz, Styria
- Kettering, Stany Zjednoczone
- Plauen, Niemcy
- San Benedetto del Tronto, Włochy